# Dirk Johannes Opperman
Dirk Johannes Opperman (Dundee, Província de Natal, 1914-1985) fou un dels més coneguts poetes sud-africans en llengua afrikaans. Fou professor a Pietermaritzburg i Johannesburg, i més tard a la universitat de Stellenbosch del 1960 al 1985. Col·laborà a les revistes Die Huisgenoot i Standpunte. Autor dels drames i poesia guanyadora de diversos premis.

## Obres
- Negester oor Ninevé (Nou estrelles sobre Niniveh, 1947)
- Joernaal van Jorik (El viatge de Jorik, 1949)
- Engel uit die klip (L'Àngel de la pedra, 1948)
- Blom en baaierd (Flor i caos, 1948)
- Periandros van Korinthe (1956)
- Groot verseboke (Gran llibre de versos, 1951)
- Heilige beeste (Bèsties sagrades, 1943)
- Komas uitin bamboesstok (1949)
- Drie-Eeue Stigting (Fundació Tres Segles, 1956)
- Voëlvry (Foragitat, 1968)